# Myrmecia vindex
Espèce
Synonymes
Myrmecia vindex basirufa
Myrmecia vindex est une espèce de fourmis originaire d'Australie. Les plus fortes populations de cette fourmi géante se trouvent dans le sud-ouest du pays.
L'espèce est décrite pour la première fois en 1858.

## Nom vernaculaire et classement
Du fait de son agressivité, cet insecte social est aussi connu sous le nom vernaculaire de « fourmi bouledogue ».
La fourmi bouledogue appartient au genre Myrmecia, à la sous-famille Myrmeciinae.
La plupart des ancêtres des fourmis du genre Myrmecia n'ont été retrouvés que dans des fossiles, à l’exception de Nothomyrmecia macrops, seul parent vivant actuellement.

## Biologie

### Description
La taille des ouvrières de Myrmecia vindex varie de 17 à 25 mm de long. La reine peut cependant atteindre une longueur de 27 mm. Myrmecia vindex possède généralement une tête, un thorax et des pattes de couleur rouille. Ses mandibules sont jaunes ; ses antennes et son abdomen sont noirs. Son corps est couvert de fins poils jaunes et épars ; cette pubescence peut être grisâtre et très abondante au niveau de l'abdomen.

### Comportement nécrophorique
Myrmecia vindex exhibe un comportement nécrophorique. En effet, dans la fourmilière des chambres sont réservées aux déchets, en particulier aux cadavres. C'est une mesure d'hygiène car la décomposition des cadavres entraîne la prolifération de micro-organismes divers, souvent pathogènes. Ces fourmis sont capables de détecter des substances chimiques résultantes de la décomposition post-mortem de l'hémolymphe des fourmis mortes,.

## Source de la traduction
- (en) Cet article est partiellement ou en totalité issu de l’article de Wikipédia en anglais intitulé « Myrmecia vindex » (voir la liste des auteurs)..